# Poraniopsis
Poraniopsis är ett släkte av sjöstjärnor. Poraniopsis ingår i familjen kuddsjöstjärnor.
Kladogram enligt Catalogue of Life:
| Poraniopsis | \| \| Poraniopsis echinaster \| \| \| \| \| \| Poraniopsis inflatus \| \| \| \| \| \| Poraniopsis japonica \| \| \| \| \| \| Poraniopsis mira \| \| \| \| |
|             | \| \| Poraniopsis echinaster \| \| \| \| \| \| Poraniopsis inflatus \| \| \| \| \| \| Poraniopsis japonica \| \| \| \| \| \| Poraniopsis mira \| \| \| \| |
|             | Chondraster |
|             | |
|             | Marginaster |
|             | |
|             | Porania |
|             | |
|             | Poraniomorpha |
|             | |
|             | Spoladaster |
|             | |
|             | Tylaster |
|             | |
|             | Poraniopsis echinaster |
|             | |
|             | Poraniopsis inflatus |
|             | |
|             | Poraniopsis japonica |
|             | |
|             | Poraniopsis mira |
|             | |

|  | Poraniopsis echinaster |
|  |                        |
|  | Poraniopsis inflatus   |
|  |                        |
|  | Poraniopsis japonica   |
|  |                        |
|  | Poraniopsis mira       |
|  |                        |

## Bildgalleri

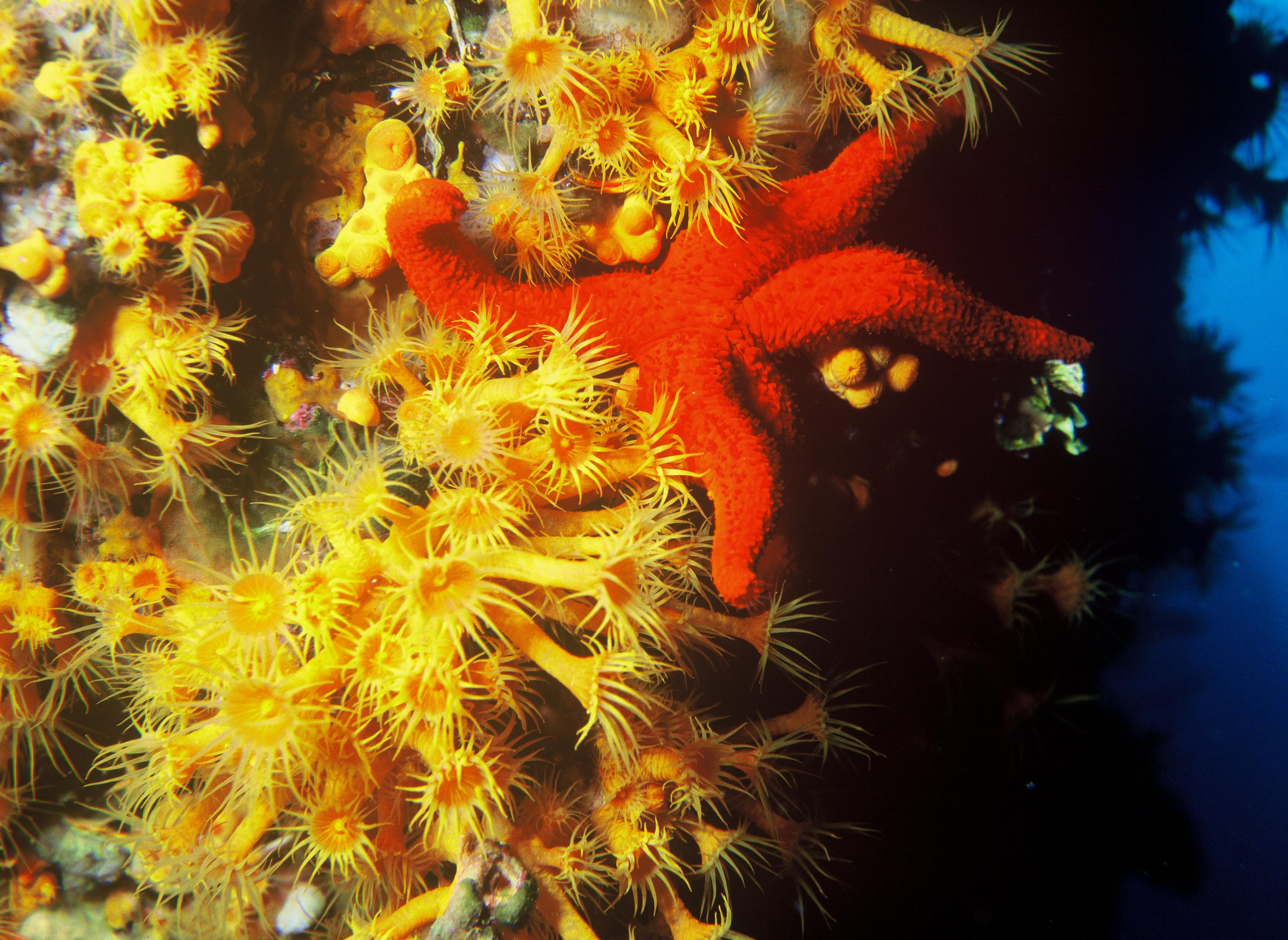